# Zlatá helma (Finsko)

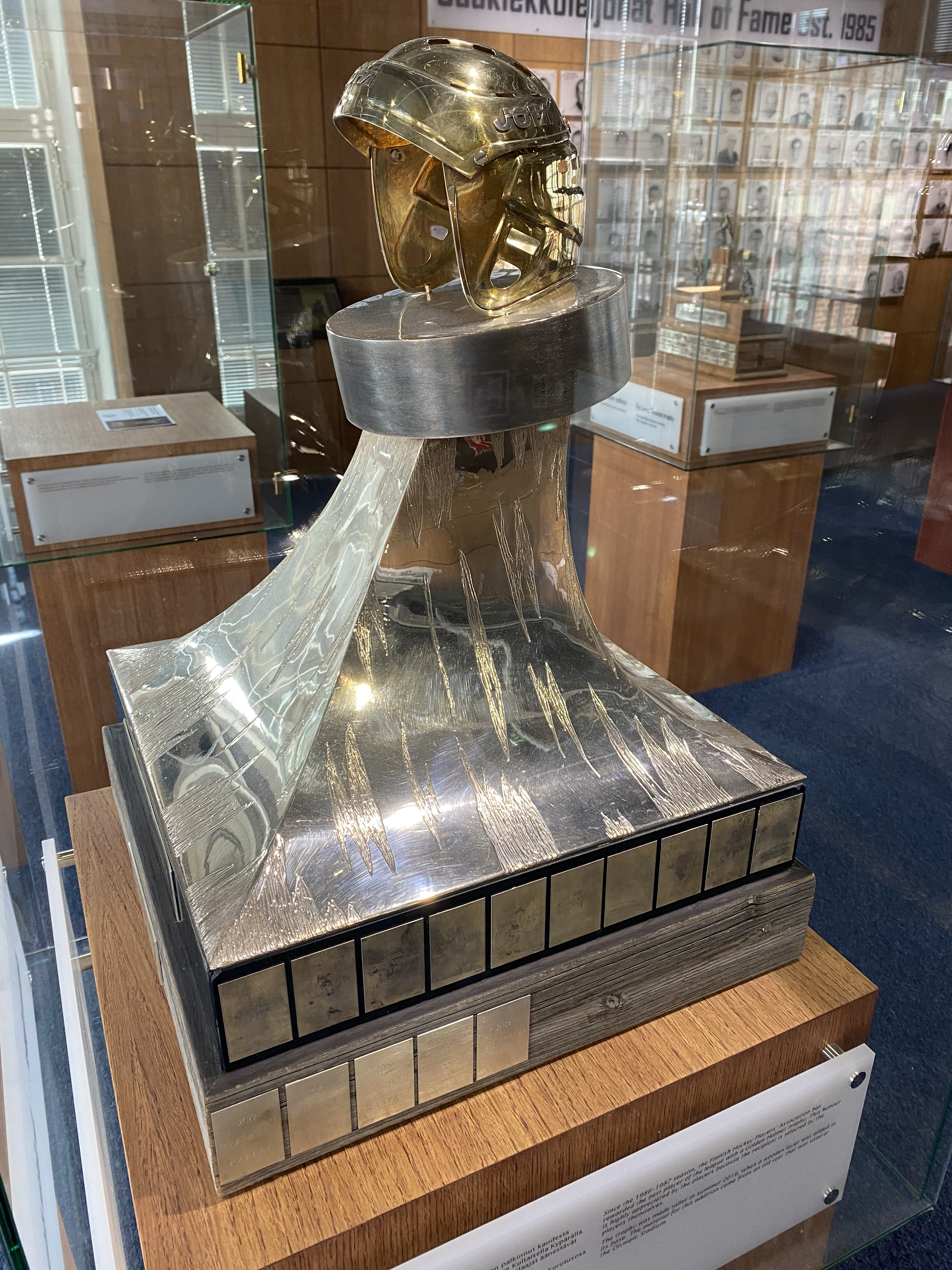
Původní Zlatá helma ve finském muzeu hokeje

Zlatá helma (finsky Kultainen kypärä) je ocenění ve finské hokejové lize SM-liiga. Vítěze ze svého středu vyberou samotní hráči. Cena se uděluje od roku 1987.

## Vítězové
| Sezóna                      | Hráč              | Tým                     |
| --------------------------- | ----------------- | ----------------------- |
| 1986/1987                   | Pekka Järvelä     | JYP Jyväskylä           |
| 1987/1988                   | Jarmo Myllys      | Lukko Rauma             |
| 1988/1989                   | Jukka Vilander    | TPS Turku               |
| 1989/1990                   | Jukka Tammi       | Ilves-Hockey            |
| 1990/1991                   | Teemu Selänne     | Jokerit Helsinky        |
| 1991/1992                   | Mikko Mäkelä      | TPS Turku               |
| 1992/1993                   | Juha Riihijärvi   | JYP Jyväskylä           |
| 1993/1994                   | Esa Keskinen      | TPS Turku               |
| 1994/1995                   | Saku Koivu        | TPS Turku               |
| 1995/1996                   | Juha Riihijärvi   | Lukko Rauma             |
| 1996/1997                   | Kimmo Rintanen    | TPS Turku               |
| 1997/1998                   | Raimo Helminen    | Ilves-Hockey            |
| 1998/1999                   | Brian Rafalski    | HIFK Hockey             |
| 1999/2000                   | Kai Nurminen      | TPS Turku               |
| 2000/2001                   | Kimmo Rintanen    | TPS Turku               |
| 2001/2002                   | Janne Ojanen      | Tappara                 |
| 2002/2003                   | Antti Miettinen   | Hämeenlinnan Pallokerho |
| 2003/2004                   | Timo Pärssinen    | HIFK Hockey             |
| 2004/2005                   | Tim Thomas        | Jokerit Helsinky        |
| 2005/2006                   | Tony Salmelainen  | HIFK Hockey             |
| 2006/2007                   | Cory Murphy       | HIFK Hockey             |
| 2007/2008                   | Ville Leino       | Jokerit Helsinky        |
| 2008/2009                   | Juuso Riksman     | Jokerit Helsinky        |
| 2009/2010                   | Jori Lehterä      | Tappara                 |
| 2010/2011                   | Ville Peltonen    | HIFK Hockey             |
| 2011/2012                   | Tomáš Záborský    | Porin Ässät             |
| 2012/2013                   | Ilari Filppula    | Jokerit Helsinky        |
| 2013-2014                   | Michael Keränen   | Ilves-Hockey            |
| 2014-2015                   | Kim Hirschovits   | Espoo Blues             |
| 2015/2016                   | Kristian Kuusela  | Tappara                 |
| 2016/2017                   | Mika Pyörälä      | Oulun Kärpät            |
| 2017/2018                   | Tomi Kallio       | TPS Turku               |
| 2018/2019                   | Ville Leskinen    | Oulun Kärpät            |
| 2019/2020                   | Justin Danforth   | Lukko Rauma             |
| 2020/2021                   | Petri Kontiola    | Hämeenlinnan Pallokerho |
| 2021/2022                   | Anton Levtchi     | Tappara                 |
| 2022/2023                   | Michael Joly      | Hämeenlinnan Pallokerho |
| 2023/2024                   | Jerry Turkulainen | JYP Jyväskylä           |
| 2024/2025                   | Atro Leppänen     | Vaasan Sport            |
| Zdroj na eliteprospects.com |                   |                         |